# 纳浪镇
纳浪乡，是中华人民共和国甘肃省甘南藏族自治州卓尼县下辖的一个乡镇级行政单位。

## 行政区划
纳浪乡下辖以下地区：
羊化村、温旗村、朝勿村、若龙村、纳浪村、大小板子村和西尼沟村。